# Koło Polskie w Dumie

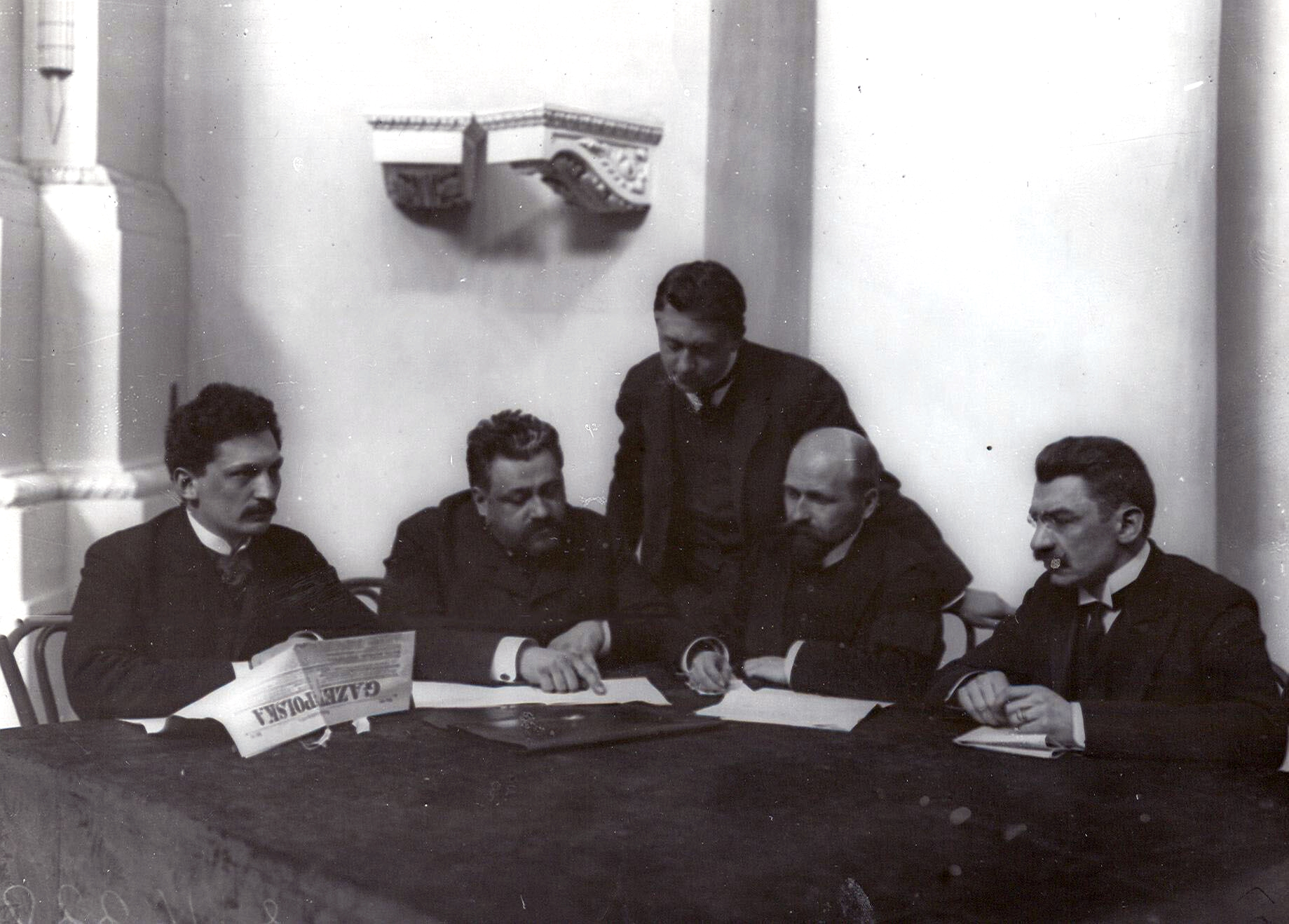
Polscy posłowie do II Dumy Państwowej Imperium Rosyjskiego w Pałacu Taurydzkim

Koło Polskie (ros. Польское коло) – polityczna reprezentacja Polaków zamieszkujących gubernie Królestwa Polskiego w Dumie Państwowej Imperium Rosyjskiego w latach 1906–1917.

## Tło polityczne

### Powołanie Dumy
Po wydarzeniach rewolucji 1905 roku car Mikołaj II Romanow zmuszony został do przeprowadzenia pewnych reform ustroju Imperium Rosyjskiego. Należało do nich m.in. powołanie na mocy manifestu październikowego (1905) Dumy Państwowej, izby niższej parlamentu Rosji.
Ordynację wyborczą do Dumy oparto na cenzusie majątkowym i na systemie kurialnym. Głosowania przeprowadzono w 4 kuriach: ziemskiej, miejskiej, włościańskiej i robotniczej, gdzie wybierano elektorów, którzy dopiero wybierali do każdej Dumy odpowiednio od 434 do 509 posłów (deputowanych). W kurii ziemskiej jeden elektor przypadał na około 2 tysięcy wyborców, we włościańskiej reprezentował 30 tysięcy, a w robotniczej 90 tysięcy. Wybrani w ten sposób posłowie łączyli się w kluby i koła poselskie, zrzeszające parlamentarzystów według klucza partyjnego, narodowego lub religijnego. Posłowie polscy, wybrani w okręgach Królestwa Polskiego utworzyli Koło Polskie, współpracujące z Kołem Kresowym, zrzeszającym posłów polskich z ziem zabranych.

### Sprawa polska
W obliczu groźby wybuchu kolejnego niekontrolowanego wybuchu społecznego, który władze rosyjskie mogły z łatwością obrócić przeciwko warstwom uprzywilejowanym Królestwa Polskiego, polskie partie konserwatywno-narodowe postanowiły wziąć aktywny udział w wyborach do I Dumy. Chodziło im o zaznaczenie polskiej obecności na forum, które niekoniecznie popierało we wszystkim poczynania reżimu carskiego. Jak to później przedstawił Roman Dmowski: 

Naszym celem było stworzenie poważnego przedstawicielstwa polskiego w państwie rosyjskim, które by swym postępowaniem zmusiło Rosję do liczenia się z Polską i które by dla Polski zdobyło stopniowo na zewnątrz znaczenie czynnika polityki europejskiej. Wytrwałą walką polityczną w państwie rosyjskim spodziewaliśmy się odzyskać dla kwestii polskiej utracone po roku 1864 miejsce na terenie międzynarodowym.

 W wyborach uczestniczyło Stronnictwo Narodowo-Demokratyczne, Stronnictwo Polityki Realnej i Związek Postępowo-Demokratyczny. Zbojkotowały je natomiast wszystkie polskie partie centrum i lewicy.

## I Duma Państwowa Imperium Rosyjskiego 1906
Istniała od kwietnia do lipca 1906, w jej skład weszło 499 deputowanych. Polacy zdobyli w niej 34 z 36 mandatów przysługujących reprezentantom Królestwa Polskiego, pozostałe zagwarantowane im 2 mandaty uzyskali Litwini z guberni suwalskiej. Powstałe Koło Polskie, zrzeszające 34 posłów z Narodowej Demokracji nawiązało współpracę z 19 przedstawicielami Koła Kresowego, w skład którego weszli posłowie polscy z prowincji zabranych.

### Skład osobowy
| Transkrypcja łacińska            | Transkrypcja rosyjska                         |
| Józefat Błyskosz                 | Блыскош, Иосиф Андреевич                      |
| Stanisław Chełchowski            | Хелховский, Станислав Фёдорович               |
| Aleksander Chrystowski           | Христовский, Александр Эдмундович             |
| Juliusz Florkowski               | Флиорковский, Юлий Викторович                 |
| Marian Leon Aaron Fulman         | Фульман, Марианн-Леон Аарон Янович            |
| Jan Harusewicz                   | Гарусевич, Ян Семёнович                       |
| Józef Głowinkowski               | Гловинковский, Иосиф Антонович                |
| Bronisław Grabiański             | Грабианский, Бронислав Адамович               |
| Władysław Grabski                | Грабский, Владислав Феликсович                |
| Jan Gralewski                    | Гралевский, Ян Янович                         |
| Wiktor Jaroński                  | Яронский, Виктор Феликсович                   |
| Marian Eligiusz Kiniorski        | Киниорский, Мариян-Элигиуш Казимирович        |
| Hieronim Kondratowicz            | Кондратович, Иероним Иванович                 |
| Aleksander Maciesza              | Мацеша, Александр Стефанович                  |
| Bronisław Malewski               | Малевский, Бронислав Густавович               |
| Mateusz Manterys                 | Мантерис, Матеуш Томашевич                    |
| Józef Nakonieczny                | Наконечный, Иосиф Мацеевич                    |
| Franciszek Nowodworski           | Новодворский, Франц Иосифович                 |
| Józef Ostrowski                  | Островский, Юзеф Викентьевич                  |
| Zbigniew Paderewski              | Падеревский, Збигнев Здзиславович             |
| Alfons Parczewski                | Парчевский, Альфонс Ипполитович               |
| Antoni Rząd                      | Ржонд, Антон Мартинович                       |
| Jan Stecki                       | Стецкий, Ян-Станислав Станиславович           |
| Józef Suchorzewski               | Сухоржевский, Иосиф Александрович             |
| Seweryn Światopełk-Czetwertyński | Святополк-Четвертынский, Северин Владимирович |
| Józef Świeżyński                 | Свежинский, Иосиф Владиславович               |
| Władysław Tyszkiewicz            | Тышкевич, Владислав Юзефович                  |
| Tadeusz Walicki                  | Валицкий, Тадеуш Юльянович                    |
| Teofil Waligórski                | Валигурский, Теофил Адамович                  |
| Paweł Wasilewski                 | Василевский, Павел Брониславович              |
| Jan Wigura                       | Вигура, Ян Иосифович                          |
| Piotr Witkowski                  | Витковский, Пётр Иосифович                    |
| Jan Zagleniczny                  | Загленичный, Ян Карлович                      |
| Bogdan Zalewski                  | Залевский, Богдан Генрихович                  |
| Maurycy Zamoyski                 | Замойский, Маврикий Фомич                     |

## II Duma Państwowa Imperium Rosyjskiego 1907

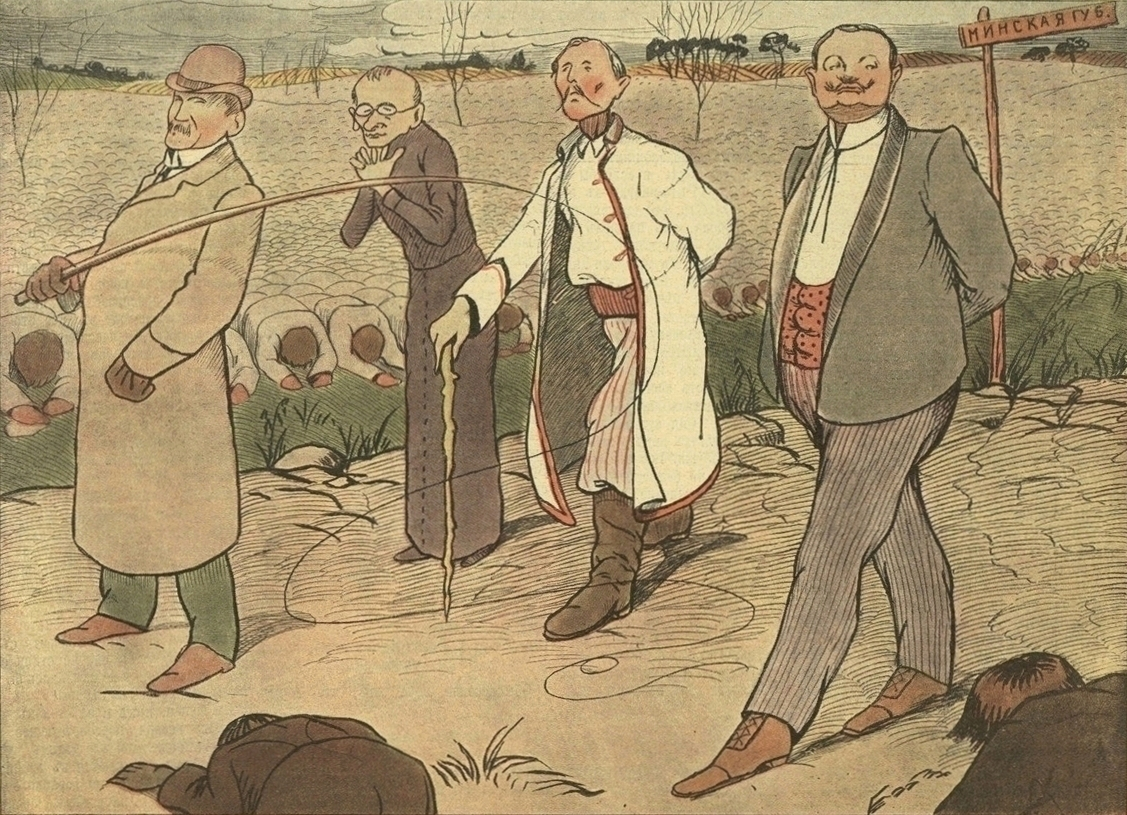
Sen polskiego „koła” w wiosenną noc: triumfalny pochód przez gubernię mińską (Roman Dmowski, ks. Jan Gralewski, Jan Bielawski i hrabia Henryk Potocki) – rosyjska karykatura z dziennika „Nowoje wriemia” nr 11234 (czerwiec 1907)

Obradowała od marca do czerwca 1907. Liczyła 509 deputowanych.

### Skład osobowy
| Transkrypcja łacińska    | Transkrypcja rosyjska               |
| Aleksander Babicki       | Бабицкий, Александр Александрович   |
| Michał Bienisławski      | Бениславский, Михаил Михайлович     |
| Jan Bielawski            | Белявский, Ян Блажеевич             |
| Antoni Bieliński         | Белинский, Антон Александрович      |
| Józefat Błyskosz         | Блыскош, Иосиф Андреевич            |
| Ludwik Bryndza-Nacki     | Брындза-Нацкий, Людовик Людовикович |
| Marian Chełchowski       | Хелховский, Мариан Геркуланович     |
| Aleksander Chomiński     | Хоминский, Александр Станиславович  |
| Henryk Dembiński         | Дембинский, Генрих Юлиушевич        |
| Roman Dmowski            | Дмовский Роман Валентьевич          |
| Henryk Dymsza            | Дымша, Генрих Клеофасович           |
| Mateusz Dziurzyński      | Дзюржинский, Матеуш Казимирович     |
| Jan Harusewicz           | Гарусевич Ян Семёнович              |
| Józef Głowacki           | Гловацкий, Юзеф Валентинович        |
| Władysław Grabski        | Грабский Владислав Феликсович       |
| Jan Gralewski            | Гралевский, Ян Янович               |
| Antoni Hempel            | Гемпель, Антон Иоахимович           |
| Stanisław Jaczynowski    | Ячиновский, Станислав Станиславович |
| Wiktor Jaroński          | Яронский Виктор Феликсович          |
| Stanisław Justyna        | Юстына, Станислав Александрович     |
| Henryk Konic             | Кониц Генрих Самойлович             |
| Wincenty Lisowski        | Лисовский Викентий Карлович         |
| Leon Kazimierz Łubieński | Лубенский, Лев Францевич            |
| Władysław Nowca          | Новца, Владислав Станиславович      |
| Franciszek Nowodworski   | Новодворский Франц Иосифович        |
| Józef Ostrowski          | Островский, Юзеф Викентьевич        |
| Felicjan Otocki          | Отоцкий, Фелициан Венантиевич       |
| Alfons Parczewski        | Парчевский Альфонс Ипполитович      |
| Kajetan Piechowski       | Пеховский, Каэтан Юзефович          |
| Szymon Pelejko           | Пелейко, Семён Викентьевич          |
| Edward Pepłowski         | Пепловский, Эдуард Евгеньевич       |
| Stefan Plewiński         | Плевинский, Степан Войцехович       |
| Henryk Potocki           | Потоцкий, Генрих Родригович         |
| Wawrzyniec Puttkamer     | Путткамер, Лаврентий Станиславович  |
| Leonard Rodziewicz       | Родзевич, Леонард Карлович          |
| Mieczysław Skarżyński    | Скаржинский Мечислав Эдмундович     |
| Jan Stecki               | Стецкий Ян Станиславович            |
| Józef Suchorzewski       | Сухоржевский Иосиф Александрович    |
| Stanisław Sunderland     | Сундерлянд, Станислав Филиппович    |
| Stanisław Śliwiński      | Сливинский, Станислав Августович    |
| Stanisław Wańkowicz      | Ванькович, Станислав Александрович  |
| Michał Węsławski         | Венславский, Михаил Антонович       |
| Stanisław Wesołowski     | Весоловский, Станислав Адольфович   |
| Piotr Żak                | Жак, Пётр Карлович                  |
| Władysław Żukowski       | Жуковский, Владислав Владиславович  |

## III Duma Państwowa Imperium Rosyjskiego 1907–1912
W jej skład weszło 434 deputowanych.

### Skład osobowy
| Transkrypcja łacińska | Transkrypcja rosyjska              |
| Roman Dmowski         | Дмовский Роман Валентиевич         |
| Lubomir Dymsza        | Дымша, Любомир Клеофасович         |
| Jan Harusewicz        | Гарусевич, Ян Семёнович            |
| Władysław Grabski     | Грабский Владислав Феликсович      |
| Wiktor Jaroński       | Яронский, Виктор Феликсович        |
| Józef Nakonieczny     | Наконечный, Иосиф Мацеевич         |
| Alfons Parczewski     | Парчевский, Альфонс Ипполитович    |
| Józef Ruminkiewicz    | Руминкевич, Иосиф Валентинович     |
| Antoni Rząd           | Ржонд, Антон Мартынович            |
| Józef Świeżyński      | Свежинский, Осип Владиславович     |
| Hipolit Wąsowicz      | Вонсович, Ипполит Ипполитович      |
| Władysław Żukowski    | Жуковский, Владислав Владиславович |

## IV Duma Państwowa Imperium Rosyjskiego 1912–1917
W jej skład weszło 442 deputowanych.

### Skład osobowy
| Transkrypcja łacińska                | Transkrypcja rosyjska                  |
| Lubomir Dymsza z guberni siedleckiej | Дымша, Любомир Клеофасович             |
| Jerzy Gościcki z płockiej            | Госьцицкий, Георгий Чеславович         |
| Jan Harusewicz z łomżyńskiej         | Гарусевич, Ян Семёнович                |
| Wiktor Jaroński z kieleckiej         | Яронский, Виктор Феликсович            |
| Marian Kiniorski z warszawskiej      | Киниорский, Мариян-Элигиуш Казимирович |
| Michał Łempicki z piotrkowskiej      | Лэмпицкий, Михаил Михайлович           |
| Józef Nakonieczny z lubelskiej       | Наконечный, Иосиф Мацеевич             |
| Alfons Parczewski z kaliskiej        | Парчевский, Альфонс Ипполитович        |
| Józef Świeżyński z radomskiej        | Свежинский, Осип Владиславович         |